# Johann Heinrich Senn
Johan Heinrich Senn (Seen) (født 17. september 1780 i Liestal ved Basel, Schweiz, død 29. maj 1861 sammesteds) var portrætmaler, portrættegner og akvarelmaler.
Senn, der var født i Liestal i Schweiz, levede i Danmark fra 1804 til 1818. Sammen med den unge Christoffer Wilhelm Eckersberg og Christian David Gebauer leverede han tegninger til Gerhard Ludvig Lahde, som blev stukket i kobber og gerne kolorerede. kobberstikrækken Danske Klædedragter (fra 1808 af) viser figurer i dragter og uniformer, der alle kunde ses inden for Københavns volde, hvorimod den større kobberstikrække Norske nationale Klædedragter (1812-15), i alt 74 blade, synes at tyde på, at Senn har rejst i Norge. De gøre regning hos det store publikum på interesse for almuens ydre habitus, og de kunne for så vidt betragtes som et led i tidens opdagelse af og interesse for almuen. Senns tegninger er sirlige og vidne om dygtighed. Efter at have forladt København vendte Senn tilbage til Schweiz, hvor han døde omkring 1830.
- Denne artikel bygger hovedsagelig på F. Becketts Biografi i 1. udgave af Dansk biografisk leksikon, Udgivet af C. F. Bricka, 15. bind, side 543, Gyldendal, 1887-1905